# Giovanna Pedroso
Giovanna Pedroso (ur. 15 października 1998) – brazylijska skoczkini do wody.
W 2015 roku zdobyła srebrny medal w Igrzyskach Panamerykańskich w Toronto, w konkurencji wieża 10 m par synchronicznie (jej partnerką była Ingrid Oliveira).
W 2016 roku reprezentowała Brazylię na Letnich Igrzyskach Olimpijskich. Nie odniosła tam sukcesów. Wraz z Ingrid Oliveirą zajęła ósme miejsce na osiem zespołów w skokach synchronicznych z wieży 10-metrowej.